# Sân bay quốc tế Fairbanks
Sân bay quốc tế Fairbanks (IATA: FAI, ICAO: PAFA, FAA LID: FAI) là một sân bay quốc tế nằm về phía tây nam cách đây ba dặm của khu trung tâm kinh doanh của Fairbanks, một thành phố ở Fairbanks North Star Borough của tiểu bang Alaska.
Sân bay phục vụ cho nhiều hãng hàng không vận chuyển hàng hóa như một điểm dừng tiếp nhiên liệu thuận tiện cho một số máy bay trên các tuyến bay xuyên cực. FAI được phục vụ bởi một số lượng hạn chế các hãng hàng không chở khách. Ravn Alaska và Alaska Airlines phục vụ quanh năm tại sân bay này, trong khi Delta Air Lines và gần đây United Airlines phục vụ FAI trong suốt mùa hè. Fairbanks là thành phố nhỏ ở Mỹ với tuyến bay thẳng đến châu Âu, như Condor Flugdienst có các chuyến bay hàng tuần đến Frankfurt trong mùa du lịch hè.
Ngày 11 tháng 10 năm 2009, sân bay này đã xây dựng một nhà ga mới và phá hủy nhà ga cũ được xây dựng vào năm 1948. Nhà ga mới được xây dựng theo các tiêu chuẩn TSA hiện đại. Ngoài thiết kế kiến trúc và bảo mật tốt hơn, nhà ga chính hiện có sáu cầu nối hàng không với máy bay phản lực.